# 야마가타현 해역 지진
야마가타현 해역 지진(일본어: 山形県沖地震 やまがたけんおきじしん[*])은 2019년 6월 18일 오후 10시 22분에 일어난 일본 기상청 규모 Mj6.7의 지진이다. 진원 깊이는 14km이며, 야마가타현 무라카미시에서 일본 기상청 진도 계급 기준 최대 6강을 관측하였다. 한때 쓰나미경보가 발령되어 야마가타현-니가타현에서 최대 1m의 지진 해일이 올 수 있다는 경보가 발령되었다. 이번 지진으로 최소 41명이 부상을 입었다.

## 지진
2019년 6월 18일 오후 10시 22분, 야마가타현 사카타시에서 서남쪽으로 50km 떨어진 얉은 해역에서 일본 기상청 규모 Mj6.7, 모멘트 규모 Mw6.4의 지진이 일어났다. 최초에는 일본 기상청 규모가 Mj6.8로 발표되었으나 이후 수정되었다.
야마가타현 해역 지진은 규모 M7.5의 1964년 니가타 지진과 규모 M7.7의 1983년 동해 중부 지진을 일으킨 동해 동연 변동대 부근의 판 경계 지역에서 일어난 지진으로 추정된다. 니가타현-야마가타현 해역의 동해 동연 변동대는 유라시아판(하위에 아무르판)과 북아메리카판(하위에 오호츠크판) 대륙판끼리 충돌하는 곳이다. 동해가 있는 유라시아판이 일본 열도가 있는 북아메리카판 아래로 가라앉는데 이 과정에서 동서 방향으로 압축을 받는 힘이 걸리기 때문에 큰 규모의 지진이 자주 일어나는 곳이다.

### 각지의 진도
일본 내에서 진도 5약 이상의 흔들림을 느낀 곳은 다음과 같다. 이번 지진은 2007년 일어난 니가타현 주에쓰 해역 지진 이후 처음으로 니가타현에서 진도 6강을 기록한 지진이다. 또한 1922년 근대적 지진 관측 이후로 야마가타현에서 처음으로 6강 이상을 느낀 지진이다.
야마가타현 쓰루오카시 고이아가와 지구에서는 묘지의 비석들이 전부 쓰러졌는데, 이를 통해 일부 지역에서 대략 진도7급의 진동이 있었던 것으로 추정된다.
| 진도 | 도도부현   | 시구정촌                       |
| ---- | ---------- | ------------------------------ |
| 6강  | 니가타현   | 무라카미시                     |
| 6약  | 야마가타현 | 쓰루오카시                     |
| 5강  | 야마가타현 | 쓰루오카시                     |
| 5약  | 니가타현   | 나가오카시 가시와자키시 아가정 |
| 5약  | 야마가타현 | 사카타시 오쿠라촌 미카와정     |
| 5약  | 아키타현   | 유리혼조시                     |

## 지진 해일
지진이 일어난 직후인 10시 24분에는 일본 기상청이 야마가타현 연안, 니가타현 연안 및 사도가섬, 이시카와현 노토반도에 최대 1m의 쓰나미가 올 수 있다며 쓰나미주의보를 발령하였다. 10시 48분엔 니가타현 아와시마섬에서, 야마가타현 사카타시엔 11시 34분에 매우 낮은 쓰나미를 관측하였다. 뒤이어 다음 날인 19일 0시 6분엔 니가타에서 11cm 정도의 쓰나미를 관측하였다.
모든 쓰나미주의보는 6월 19일 1시 2분 경에 해제되었다.

## 피해
| 미야기현                              |  |   | 5  |  |    |     |
| 아키타현                              |  | 1 | 1  |  |    | 1   |
| 야마가카현                            |  | 3 | 24 |  | 10 | 195 |
| 니가타현                              |  | 3 | 3  |  | 23 | 559 |
| 이시카와현                            |  | 1 |    |  |    |     |
| 총 합                                 |  | 8 | 33 |  | 33 | 755 |
| 2019년 7월 11일 일본 소방청 발표 기준 |  |   |    |  |    |     |

니가타현, 야마가타현, 미야기현, 이시카와현, 아키타현 등 5개 현에서 41명의 부상자가 발생했다. 도도부현별로는 미야기현 5명, 아키타현 2명, 니가타현 6명, 야마가타현 27명, 이시카와현 1명이다. 또한 19일 기준 집에서 피난을 간 사람이 대략 800명이다. 니가타현과 야마가타현에서는 주택 33채 반파, 755채가 일부 파괴되는 등의 재산 피해도 있었다. 이 외에도 야마가타현과 니가타현에서 6,700세대가 정전되는 피해를 입었다. 정전 피해는 최대 9,000여 세대까지 늘어났으나 6월 19일까지 정전 복부가 완료되었다. 호쿠리쿠 가스에서는 니가타현에서 가스 공급이 일시적으로 중단되는 피해가 있었다고 발표했다.
동일본 고속도로에서 관리하는 니혼카이 도호쿠 자동차도 및 야마가타 자동차도의 일부 구간이 일시적으로 폐쇄되었다. 국도 제345호선 야마가타현 남부 구간도 지진으로 인한 피해로 일시 폐쇄되었다.
철도의 경우에도 호쿠리쿠 신칸센 도쿄역-다카사키역 구간, 도호쿠 신칸센 도쿄역-하치노헤역 구간, 조에쓰 신칸센 도쿄역-니가타역 구간이 일시적으로 폐쇄되었다가 다시 재개되었다.

## 구조 및 대응
6월 18일 오후 10시 25분, 일본 정부는 총리대신 관저 위기관리센터에 관저대책실을 설치하였다. 관저대책실 내에는 진도6강 이상의 지진이 일어날 시 자동 소집하도록 되어 있는 관계 국장급 인사들이 모였으며 10시 40분에는 내각관방장관 스가 요시히데가, 11시 10분에는 내각총리대신 아베 신조가 관저로 들어갔다. 아베 총리는 관저대책실 회의에서 "즉시 피해 상황을 파악할 것"이라며 "지방 자치 단체와도 연계하여 피해자 구조 미치 재해 응급 대책에 전력으로 임할 것"이라는 등의 지시를 내렸다.
일본 기상청은 야마가타현 해역 지진으로 지반이 약해져 야마가타현 쓰루오카시 및 니가타현 무라카미시의 산사태 위험 기준 및 호우 경보/주의보 기준을 평상시의 70%로 낮췄으며 쓰루오카시 북부의 산사태 경보 기준은 80%로 내렸다.
일본 소방청은 6월 18일 오후 10시 22분 소방청 재해대책본부를 설치하고 관련 도도부현에게 긴급소방원조대 출동 준비를 지시했다. 이 지시는 다음날인 6월 19일 8시 45분 해제되었다.

## 같이 보기
- 니가타현 주에쓰 지진
- 2018년 오사카부 북부 지진
- 동해 동연 변동대